# Territorio de la Cuenca del Sarre
El Territorio de la Cuenca del Sarre (en francés: Le Territoire du Bassin de la Sarre, en alemán: Saarbeckengebiet), también conocido como Saar o Saargebiet, fue un territorio administrado por la Sociedad de Naciones tras el Tratado de Versalles, durante quince años, entre 1920 y 1935. En 1933 tenía una población de 812 000 habitantes, y su capital era Saarbrücken. Este territorio se corresponde con el actual estado federado alemán de Sarre, aunque es algo menor en tamaño. Tras el referéndum del 13 de enero de 1935 con un voto favorable del 90,73 %, fue reincorporado a Alemania el 17 del mismo mes.

## Comisión de Gobierno
De acuerdo al Tratado de Versalles, el altamente industrializado Sarre sería administrado por la Sociedad de Naciones por un periodo de 15 años, y sus minas de carbón fueron cedidas a Francia. La Comisión de Gobierno, que representaba a la Sociedad de Naciones, tenía cinco miembros y debía incluir, al menos, a un francés y un nativo del Sarre. Al final de ese tiempo se celebraría un plebiscito para determinar el futuro estatus del Sarre. Comprendía porciones de la Provincia del Rin de Prusia y del Palatinado Renano de Baviera. Tuvo su propia moneda, el franco sarrés, y sus propias estampillas (sellos) postales durante este periodo.

### Presidentes de la Comisión
El control de la Sociedad de Naciones sobre la región fue representada por los siguientes Presidentes del Gobierno:
- Victor Rault, Francia (26 de febrero de 1920 - 18 de marzo de 1926)
- George Washington Stephens, Canadá (18 de marzo de 1926 - 8 de junio de 1927)
- Sir Ernest Colville Collins Wilton, Reino Unido (8 de junio de 1927 - 1 de abril de 1932)
- Sir Geoffrey George Knox, Reino Unido (1 de abril de 1932 - 1 de marzo de 1935)

## Referéndum
En 1933, un considerable número de oponentes políticos al nazismo huyeron al Sarre, pues era la única parte de Alemania fuera del control del Tercer Reich. Como resultado, los grupos antinazi promovieron fuertemente la causa de que Sarre permaneciera bajo control de la Sociedad de Naciones mientras Adolf Hitler gobernó Alemania. Sin embargo, los resentimientos históricos contra Francia permanecieron vigentes, con muy pocos simpatizando con dicho país. Cuando se cumplió el plazo de 15 años, se realizó un referéndum en el territorio el 13 de enero de 1935, con una participación del 98 %. El resultado fue una gran mayoría de 90,73 % a favor de la unión con Alemania; el 8,86 % quería mantener el statu quo y una minoría del 0,40 % deseaba unirse a Francia.

## Gobierno nazi

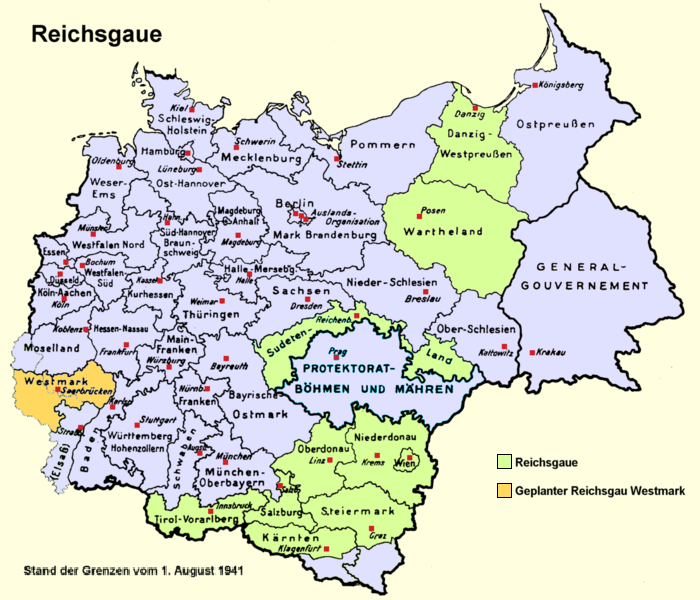
Alemania en 1941. El reichsgau de Westmark, en su máxima extensión, se muestra en amarillo.

El 17 de enero de 1935, la reunificación del territorio con Alemania fue aprobada por el Consejo de la Sociedad de Naciones. La Alemania nazi tomó el control de la región y asignó a Josef Bürckel como Reichskommissar für die Rückgliederung des Saarlandes, "Comisionado Nacional para la reunión del Sarre".
Cuando se consideró que la reincorporación se había completado, el título del gobernador fue cambiado de nuevo a Reichskommissar für das Saarland, "Comisionado Nacional para el Sarre" el 17 de junio de 1936. Dado que el nuevo Gau fue extendido hasta el Rin, incluyendo al histórico Palatinado, el nombre de la región fue modificado de nuevo el 8 de abril de 1940 a Saarpfalz, "Sarre-Palatinado".
Después de la Batalla de Francia, el anexionado departamento francés de Mosela fue incorporado en el Reichsgau. El nombre de la región se fijó el 11 de marzo de 1941 como Westmark, "Marca Occidental", con su gobernador llamado Reichsstatthalter in der Westmark, "Administrador Nacional de la Marca Occidental". El 28 de septiembre de 1944 Josef Bürckel se suicidó, y fue seguido por Willi Stöhr, también un nazi, hasta el 21 de marzo de 1945.